# Friedrich Hermann Wölfert
Friedrich Hermann Wölfert (Riethnordhausen, 17 novembre 1850 – Berlino, 12 giugno 1897) è stato un editore e pioniere dell'aviazione tedesco.

## Biografia
Dal 1870 studiò teologia e filosofia a Lipsia. Nel 1874 fonda una casa editrice. In catalogo aveva più di 50 titoli, tra riviste e libri, la maggior parte di essi scritti da lui stesso. Nello stesso anno sposò Christiane Trautmann, dalla quale ha avuto due figlie.

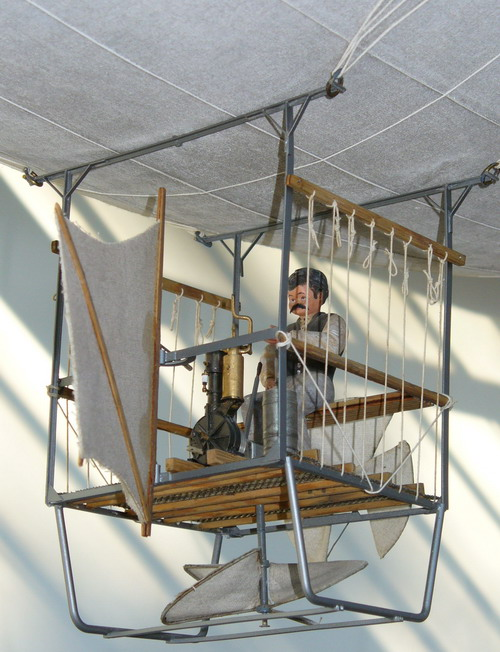
Replica del dirigibile pilotato da Wölfert nel 1888.

Nel 1879 incontra Georg Baumgarten, con cui condivise subito l'entusiasmo per l'aeronautica. Baumgarten gli offrì non solo un sostegno finanziario, ma lavorò attivamente allo sviluppo dei dirigibili. In questo periodo trascurò la sua casa editrice, che è quindi costretto nel 1881 a vendere ad un altro editore. Anche dopo la morte di Baumgarten nel 1884, continuò a coltivare la sua passione per il volo e supervisionò la produzione di sette dirigibili. Nel 1887 conosce Gottlieb Daimler. Il 10 agosto 1888 uno dei dirigibili di Wölferts, alimentato da un motore a benzina Daimler chiamato "Standhur" (orologio a pendolo), coprì una distanza di 10 km da Cannstatt a Aldingen. Il 20 maggio 1896 conquistò anche il record di altitudine per dirigibili raggiungendo i 1 940 metri. Wolfert morì il 12 giugno 1897 nello schianto del suo dirigibile "Deutschland", presso il campo di volo di Tempelhof a Berlino. Il 4 agosto 1930, non lontano dal luogo dell'incidente, gli venne dedicata una strada (Wölfertstraße).